# Yorkville (Manhattan)
Pour les articles homonymes, voir Yorkville.
 (février 2017).
Si vous disposez d'ouvrages ou d'articles de référence ou si vous connaissez des sites web de qualité traitant du thème abordé ici, merci de compléter l'article en donnant les références utiles à sa vérifiabilité et en les liant à la section « Notes et références ».

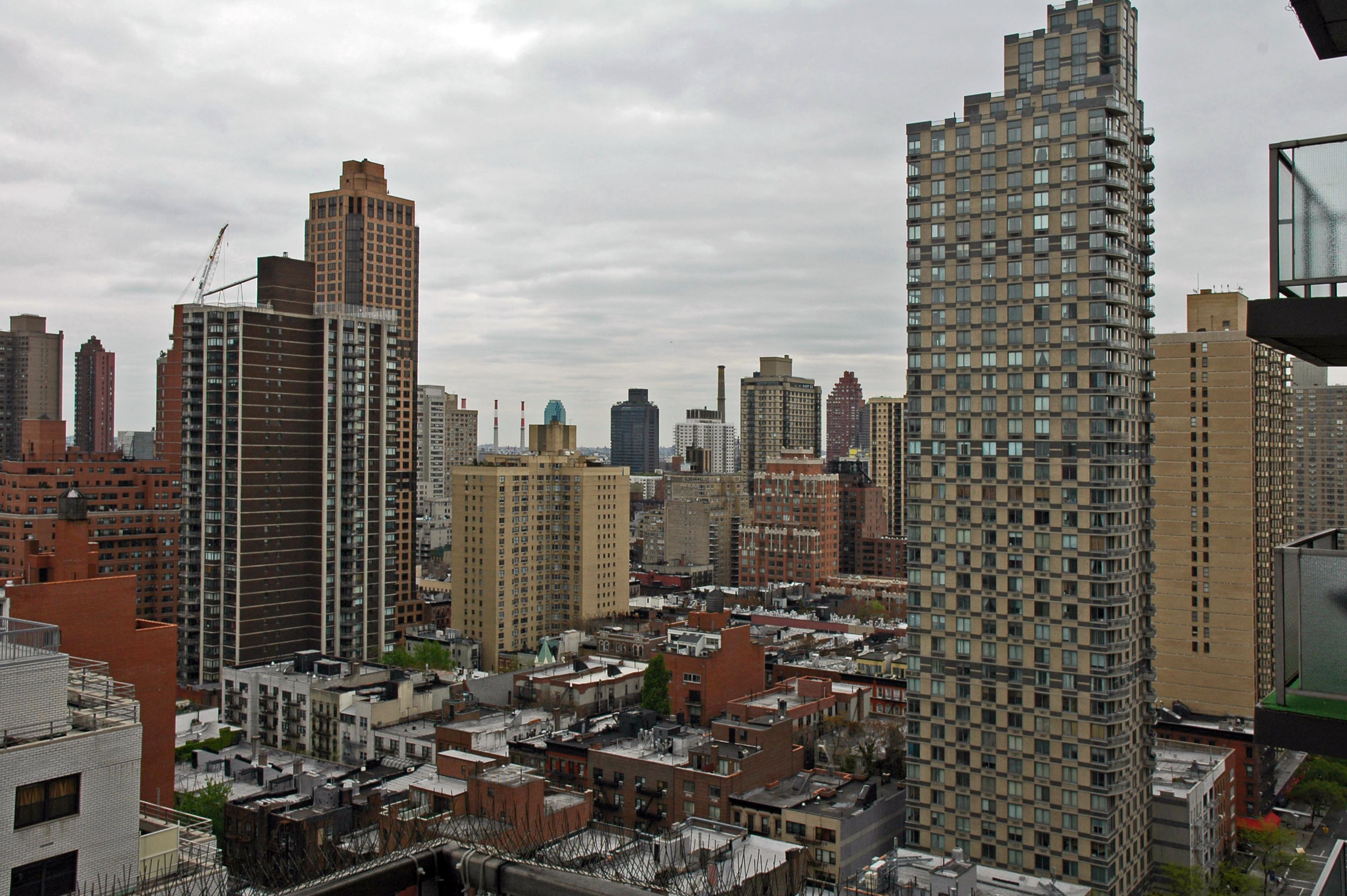
Yorkville vue de la 87e Rue.

Yorkville est un quartier de l'arrondissement de Manhattan à New York, situé au sud-est d’Upper East Side, au bord de l’East River. Il est délimité par l’East River à l’est, la 96e Rue (où commence Spanish Harlem) au nord, la 3e Avenue à l’ouest et la 72e rue au sud. Cependant, sa limite sud est sujette à débat. Certaines sources et les autochtones considèrent la 59e Rue (la limite sud de la plus grande Upper East Side, délimitée par Central Park et l’East River) comme la frontière sud, tandis que d’autres considèrent que c’est la 86e Rue. Ce qui est certain, c’est que les frontières de Yorkville ont changé au fil du temps. La partie occidentale a été appelée « Irishtown » tandis que la 86e Rue Est, qui constitue l’artère principale du quartier, a parfois reçu le nom de « German Broadway ».

## Histoire

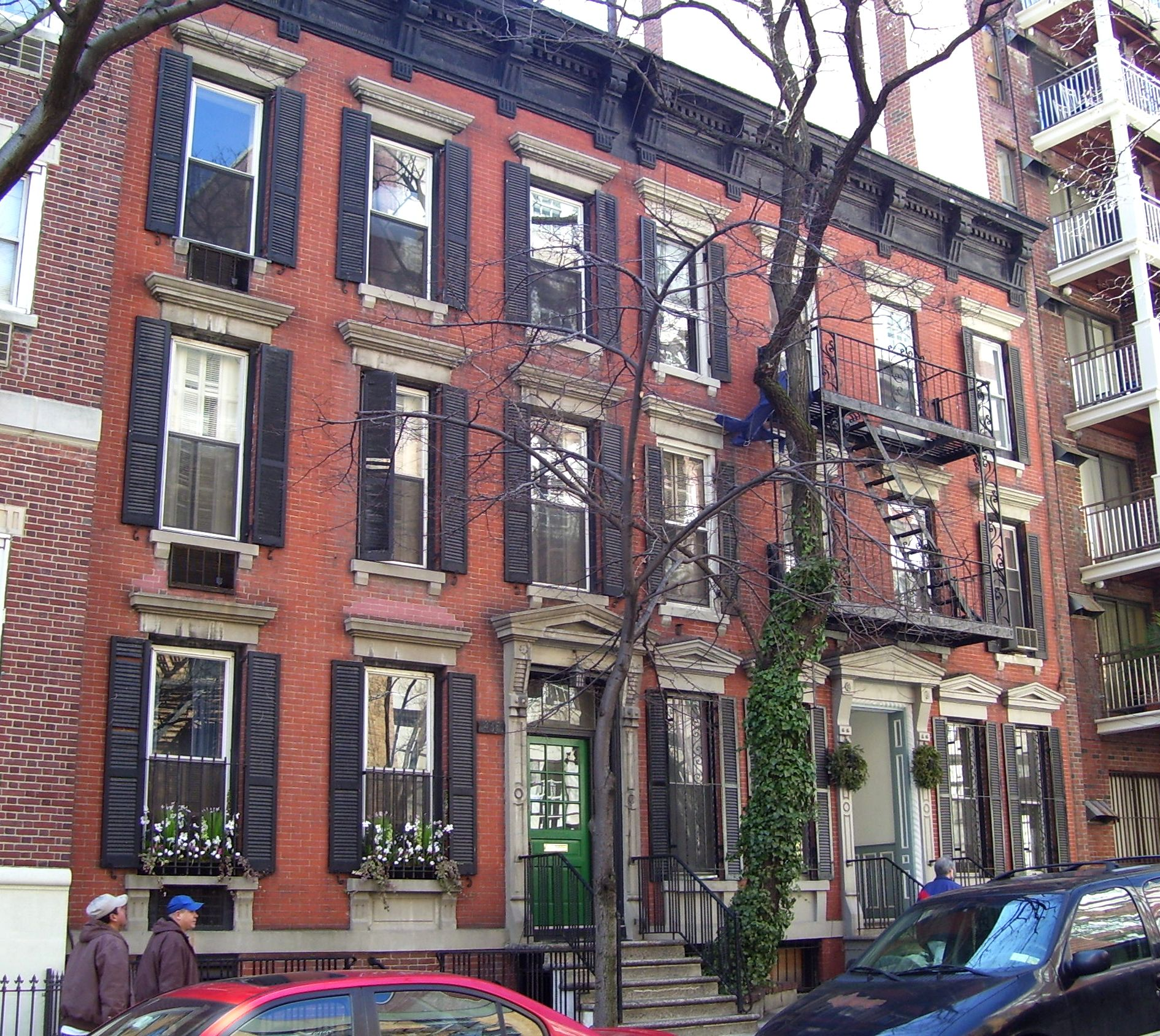
Maison construite vers 1860 aux 434-438 de la 88e Rue Est entre First et York Avenues.

Au cours des XIXe et XXe siècles, Yorkville a été un quartier des classes moyenne et ouvrière, habité par de nombreuses personnes d'ascendance tchèque, allemande, hongroise, irlandaise, juive, libanaise, polonaise et slovaque. Beaucoup d’habitants de longue date du quartier vivent encore à Yorkville où subsistent un certain nombre d’établissements ethniques, quoique la plupart aient fermé leurs portes.
Beaucoup des premiers résidents allemands de Yorkville établis à Yorkville et dans les autres quartiers provenaient à l’origine de « Kleindeutschland » (Petite Allemagne, en allemand) plus au sud de Manhattan, vers Tompkins Square Park, après la catastrophe, survenue le 15 juin 1904, du General Slocum, un navire de plaisance affrété par l’église luthérienne de Saint Mark pour un gigantesque pique-nique à Long Island, qui sombra, après avoir pris feu dans l’East River près des côtes de Yorkville. 1 031 passagers du navire, dont la plupart étaient allemands et venaient du quartier, périrent. Ce drame connut des suites mouvementées et affecta profondément toute la communauté. Nombre d’habitants décidèrent de quitter le quartier, où s’étaient accumulés rancœur, désespoir et, pour certains, difficultés financières. Quelques-uns choisirent de s’établir au New Jersey mais la plupart n’allèrent que quelques kilomètres au nord de Manhattan, dans ce qui était au départ le village de Yorkville. Les tavernes et autres lieux de réjouissance, qui avaient fermé dans l’ancienne Little Germany à la suite de cette tragédie, rouvrirent à Yorkville où la communauté reprit vie.

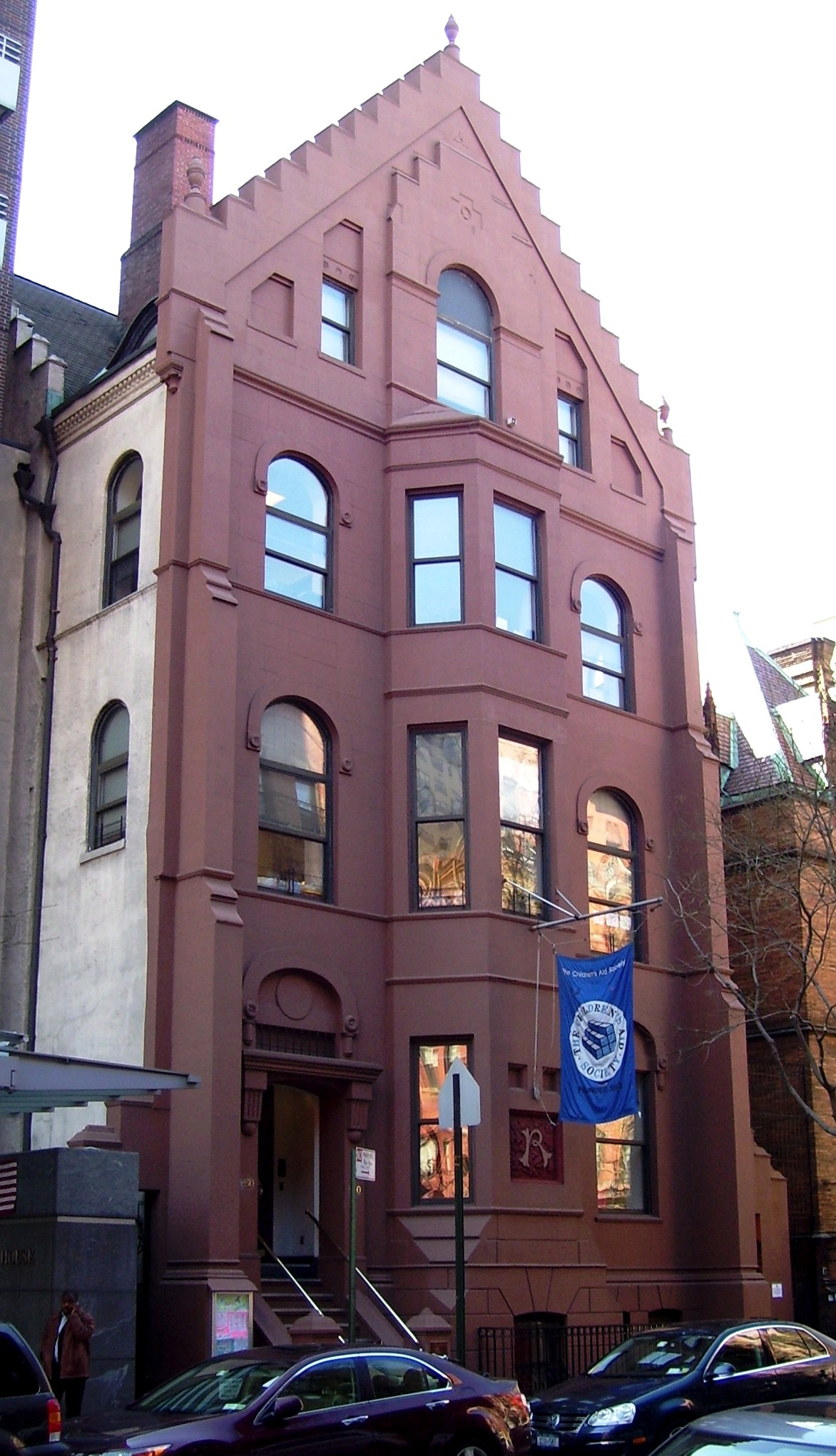
Le Centre Rhinelander en architecture Colonial Revival hollandaise.

La 72e Rue était considérée comme le « boulevard de Bohême », les Tchèques, les Polonais et les Slovaques vivant de la 65e à la 73e Rue. Outre le restaurant tchèque Ruc, sur la 2de Avenue, il y avait des salles de sokol dans les 67e et 71e Rues qui servaient de lieux de rassemblement à ceux qui appréciaient la bonne chère, la gymnastique, le théâtre et la danse de salon (en particulier la polka). Il y avait, en outre, d'autres entreprises tchèques et slovaques, tels que le restaurant Praha sur la Première Avenue et de la 73e Rue, le restaurant Vašata sur la Deuxième Avenue et la 74e Rue, des boucheries, des volaillers et des épiceries tchèques, ainsi que des boutiques de marchandises importées comme des livres, des produits en cuir et du cristal de Bohême.
Le boulevard hongrois était la 79e Rue, une plaque tournante allant de la 75e Rue à la 83e Rue pour les Austro-Hongrois. The Viennese Lantern, Tokay, Hungarian Gardens, le Cafe Abazzia, Budapest et le Debrechen de Robert Heller sur la 2de Avenue comptaient au nombre des restaurants populaires. Un certain nombre de boucheries et de magasins qui importaient des marchandises de Hongrie existent encore. L’Église catholique Saint-Étienne et l’Église réformée hongroise, toutes deux sur la 82e Rue, existent toujours. Au tournant du XXIe siècle, la 82de Rue Est a été rebaptisée « St. Stephen of Hungary Way ». Aujourd'hui, le quartier allant de 79e Rue au nord de la 83e Rue, couvrant environ quatre pâtés Est-Ouest, est familièrement nommé « Little Hungary » (Petite Hongrie).
La 86e Rue était le boulevard allemand, qui attirait la population allemande de la 84e à la 90e Rue. Die Lorelei, le Café Mozart et le Gloria Palast comptaient au nombre des restaurants populaires. Le Palast, dont l’étage principal comportait un cinéma allemand et le reste de l’édifice des salles de bal pour danser la valse et la polka, a maintenant disparu, remplacé par des fast-food et autres commerces. Parmi les autres restaurants, il y avait également le Kleine Konditorei, qui servait les meilleures pâtisseries allemandes de New York, et le café-restaurant Ideal Restaurant.

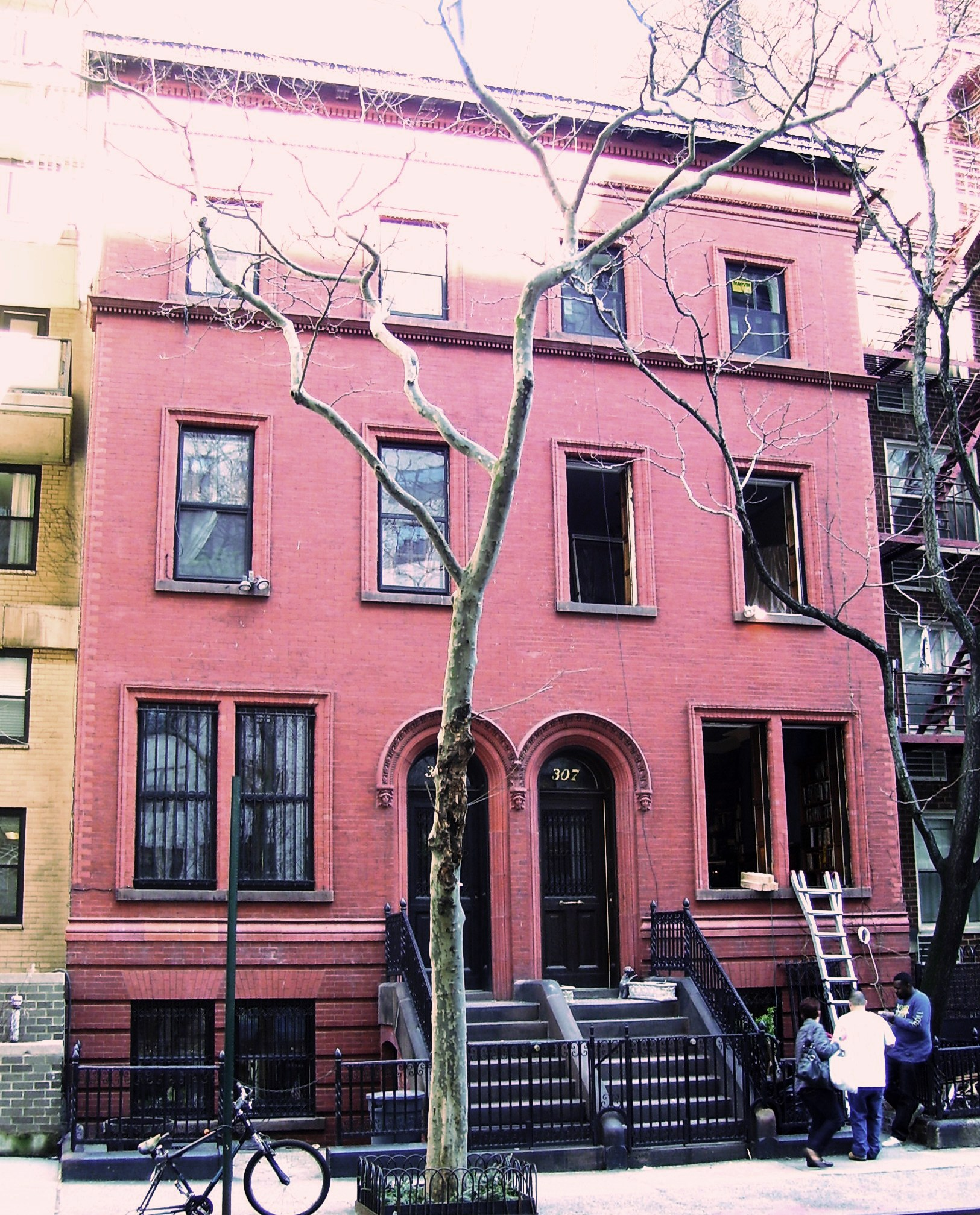
Maison construite vers 1899 aux 305-307 de la 87e Rue Est entre les 1re et Avenues.

Dans les années 1930, le quartier a servi de port d’attache au plus célèbre des groupes pro-nazis américains de l’époque, le Bund germano-américain de Fritz Kuhn. Leur présence a fait de Yorkville le théâtre de combats de rue acharnés, à l’époque, entre pro-nazis et anti-nazis allemands et germano-américains. Il reste aujourd’hui quelques témoignages du passé germanique de Yorkville qui conserve quelques commerces d’origine allemande, comme l'épicerie-charcuterie Schaller & Weber, le restaurant Heidelberg, les boulangeries Orwasher et Glaser, mais depuis les années 1990, les commerçants allemands comme le Elk Candy Company, la boulangerie Kleine Konditorei et l’épicerie Bremen House, ainsi que la boulangerie Rigo et le restaurant hongrois Mocca ont plié boutique. Des messes en allemand, hongrois, tchèque ou slovaque sont encore célébrées dans les églises, dont une, Sion-St-Marc, est allemande. Le quartier est cependant devenu largement résidentiel pour la classe moyenne supérieure et, depuis qu’il est occupé par une population assez huppée, le quartier s’est depuis beaucoup uniformisé, sans style particulier. Une des plus grandes fêtes germano-américaines, la parade Steuben, continue néanmoins à défiler à travers le quartier.
Éparpillés dans Yorkville, les Irlandais assistaient à la messe dans des églises comme Saint-Ignace-de-Loyola (où eurent lieu les funérailles de Jacqueline Kennedy-Onassis en 1994) sur la 84e Rue et Park Avenue, Notre-Dame-de-Bon-Conseil sur la 90e Rue, et l'église Saint-Joseph sur la 87e Rue. Il y avait beaucoup de bars irlandais, y compris Finnegans Wake, le restaurant Dorrian's Red Hand, Ireland's 32, Carrol's Hideaway, O'Brien et Kinsale Tavern. Jusque dans les années 1990, New York, Saint-Day Parade Patrick termine à 86e Rue et 3e Avenue, le centre historique de Yorkville.

## Endroits éminents

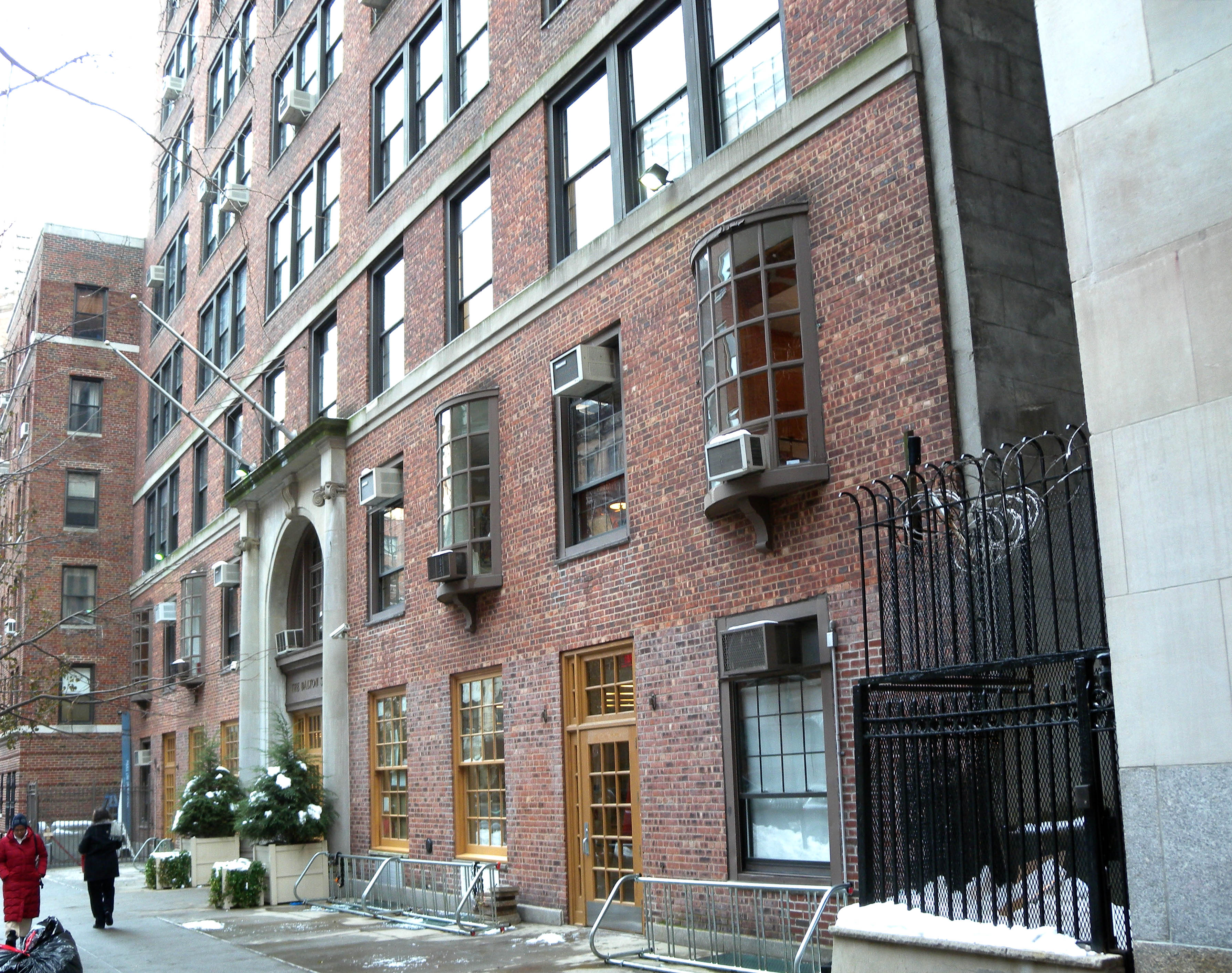
Dalton School.

Yorkville compte Gracie Mansion, la résidence officielle du maire de New York et le Parc Carl Schurz. C’est également le site de la Chambre de commerce de Manhattan fondée vers 1920 par onze hommes d’affaires locaux. Brandy’s Saloon est un piano bar populaire de la 84e Rue datant de l’époque des bars clandestins des années 1920 ; de grandes foules s’y réunissent chaque année pour le défilé de la Saint-Patrick.

## Logements étudiants
Yorkville est le quartier de la célèbre université Rockefeller et des annexes new-yorkaises de l'université Cornell. Les bureaux administratifs de CUNY sont également à Yorkville. Bien que l’université Fordham soit située dans le West Side, l’université a acheté des bâtiments sur la 81e rue pour fournir un endroit sûr à ses étudiants des cycles supérieurs. Fordham Graduate Housing se situe sur la 81e rue entre York et East End. Son éloignement du métro, à l’est de Yorkville, en fait un endroit tout à fait abordable, et nombre de jeunes vivent entre la 1re avenue et East End Avenue, ce qui lui a valu le surnom de « quartier dortoir» par certains jeunes résidents, en raison de la grande quantité d’étudiants ne pouvant bénéficier d’un logement dans une résidence universitaire et qui vivent dans les mêmes immeubles d’habitation. La plupart des étudiants fréquentent en réalité les proches établissements de Hunter College, mais la modicité des loyers, la sécurité et la proximité de Central Park attirent effectivement des étudiants d’universités comme Berkeley College, Rockefeller University, Baruch College, American Academy of Dramatic Arts, Cornell Medical College, New York Film Academy et Hunter College.

## Résidents notables
Au nombre des résidents actuels et anciens de Yorkville notables :
- Robert F. Wagner (1877-1953), le sénateur qui a parrainé la sécurité sociale, les relations de travail et la législation anti-lynchage ;
- Bob Cousy (1928-), joueur de basket-ball qui a joué la plupart de sa carrière pour la Celtics de Boston.
- James Cagney (1899-1986), acteur, a grandi dans le quartier.
- Lou Gehrig (1903-1941), « Pride of the Yankees » est né sur la 93e Rue, entre la 1re et 2de Avenue. Une plaque sur le mur se dresse sur le côté nord de la rue à gauche de la Mount Sinai Medical Center, 309 94e Rue Est.
- Les Marx Brothers ont vécu au 179 de la 93e Rue Est.
- Barack Obama (1961-) y a vécu dans les années 1980 au 339, rue East 94e, avant et après avoir obtenu son diplôme de l'université Columbia.
- Macaulay Culkin (1980-), est né à Yorkville et y a passé son enfance.
- Bonnie Bedelia (1948-) actrice, est née et a grandi au 419, 76e Rue Est entre la 1re et York Avenue.

## Dans la culture populaire
Dans les romans Le retour du Parrain et La vengeance du Parrain de Mark Winegardner, la penthouse Michael Corleone est située à Yorkville.